# The Jazz Knights

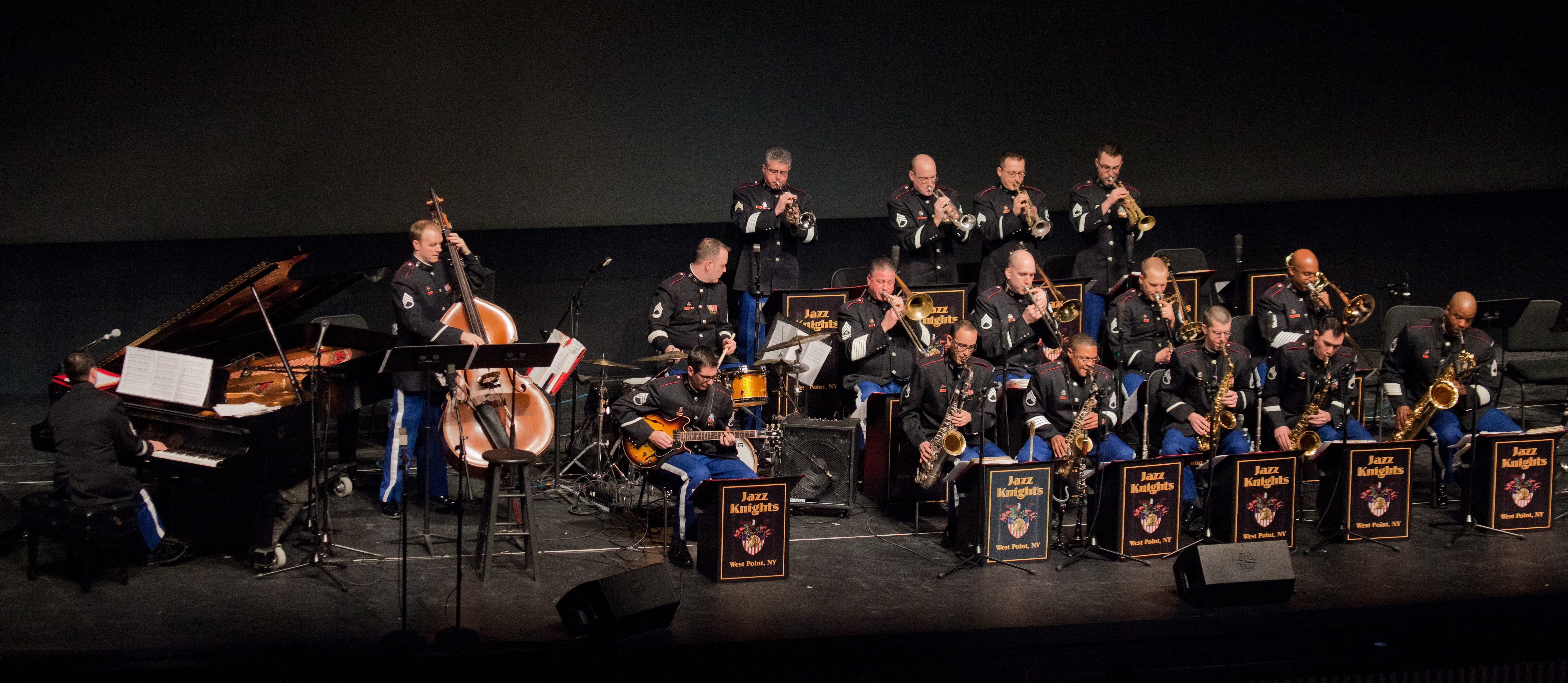
The Jazz Knights actuando en el Eisenhower Hall

The Jazz Knights (en español, Caballeros del Jazz) fue un conjunto de jazz de la Banda de la Academia Militar de Estados Unidos (USMB) estacionada en West Point, Nueva York. Fue uno de los primeros conjuntos de jazz dentro del grupo de bandas especiales del ejército estadounidense. Creada originalmente en 1972, cultivaban la tradición del jazz y entretenían al Cuerpo de Cadetes. Los «JK» fueron una big band profesional que ensayaba con el propósito de presentar, fundamentalmente, música de jazz para orquesta. La misión del conjunto era interpretar, tanto frente al personal de la Academia Militar de Estados Unidos, como del público estadounidense en general.
Dieciocho músicos profesionales de todo Estados Unidos audicionaron para que la West Point Band formara parte de la unidad, a través de un proceso de audición exclusivo. Los miembros de la banda tocaron, grabaron y realizaron giras con íconos como Count Basie, Buddy Rich, Woody Herman, Maynard Ferguson, Ahmad Jamal, Chaka Kahn, Prince, Billy Cobham y las orquestas de Tommy Dorsey y Glenn Miller. Los miembros del grupo se graduaron de algunas de las escuelas de música más prestigiosas de Estados Unidos, como la Facultad de Música de la Universidad del Norte de Texas, la Escuela de Música Eastman, la Universidad de Indiana, la Facultad de Música Berklee College of Music y la Manhattan School of Music. Los miembros de la banda de la West Point Band fueron reclutados y seleccionados mediante un proceso competitivo de audición, específicamente para el servicio en la Banda de la Academia Militar de Estados Unidos de West Point. The Jazz Knights presentaron actuaciones al público en todo Estados Unidos y Canadá . Los «JK» de forma habitual participaban en transmisiones  y grabaciones, la cuales se escuchaban también en medios de comunicación a nivel internacional. Actuaron en el Kennedy Center en Washington D. C., y para la cadena A&E Network con los Boston Pops . Entre los músicos y artistas de jazz destacados que han formado parte del grupo a lo largo de los años se incluyen Mike Burgess, James Cammack, James Chirillo, Alexis Cole, Jack Cooper, Paul DuBois, Matt Ingman, Vincent Herring, Dave Horne, Doug Lawrence, Ken McGee Archivado el 14 de febrero de 2021 en Wayback Machine., Jim Perry, Harvey Tibbs, Greg Waits, y Jamie Way.

## Estilo musical
El grupo ejecutaba composiciones que iban de Fletcher Henderson a Duke Ellington y Count Basie, hasta artistas de jazz contemporáneos como Bob Brookmeyer y Bill Holman. Gran parte de la música interpretada fue escrita por sus propios escritores y miembros de The Jazz Knights.

## Discography
- U.S.M.A. Band, West Point, New York (1993)
- The Jazz Knights, 25th Year (1997)[5]
- Emil Richards & the Jazz Knights (2000)[6]
- West Point Band Bicenntennial Recording Project, Jazz Knights: Volume VI
- Two Centuries of American Music Tradition (2002)[7]
- Jazz Knights "Commissions 2006" (2006)[8]
- At First Light (2008)[9]
- Turning Points (2010)[10]

## Educación musical
Una parte importante de la misión de los Caballeros del Jazz era la formación, precisamente, en música de jazz. Muchos de sus miembros eran directores consumados, con amplia experiencia en educación musical. Los «JK» actuaron en convenciones nacionales de música, incluyendo la Asociación Internacional de Educadores de Jazz, la Conferencia Nacional de Educadores de Música, The Midwest Clinic, la Western International Band Clinic, el Festival de Jazz de la Universidad del Norte de Colorado, la Convención de la Sociedad Internacional de Bajistas, la Conferencia de Asociación de Directores de Bandas del estado de Nueva York, entre 1993 y 2008.

## Artistas invitados
The Jazz Knights grabaron y actuaron con artistas de jazz como Emil Richards, David Liebman, Rufus Reid, John Clayton, Eddie Daniels, Steve Turre, Randy Brecker, Michael Abene, Jon Faddis y Benny Golson.